# Assassinato de João Alberto Freitas
O assassinato de João Alberto Freitas foi perpetrado por encarregados da segurança com a ajuda de funcionários do supermercado Carrefour situado na zona norte da cidade de Porto Alegre (bairro Passo d'Areia) na noite de 19 de novembro de 2020. O assassinato, por espancamento e asfixia, provocou uma onda de protestos antirracistas em várias cidades brasileiras.
João Alberto, um homem negro de quarenta anos de idade, trabalhava como prestador de serviços. Foi enterrado em 21 de novembro, em Porto Alegre.
Seis pessoas foram indiciadas pelo Ministério Público por homicídio: dois encarregados da segurança  (um deles policial temporário da Brigada Militar do Rio Grande do Sul) e quatro funcionários do supermercado.

## A vítima

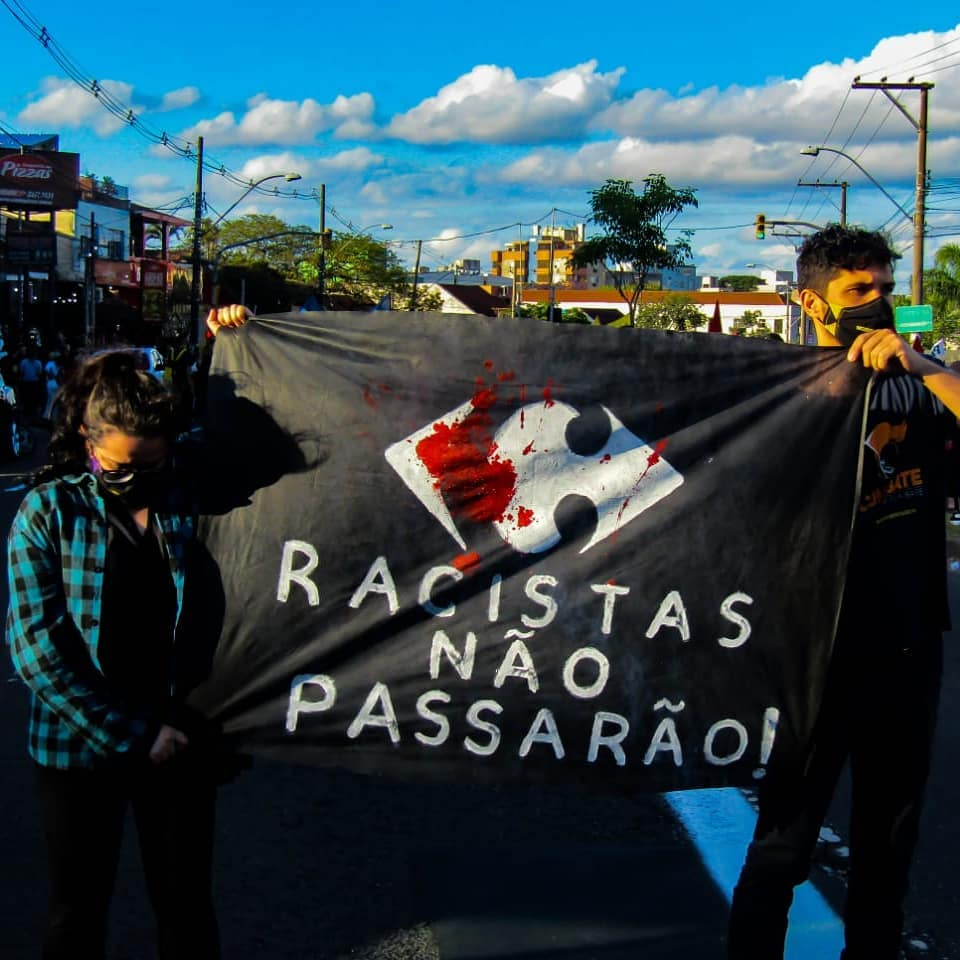
Protesto realizado no dia seguinte ao homicídio no Carrefour, em Porto Alegre

João Alberto Freitas, popularmente conhecido como João Beto, era filho de João Batista Rodrigues Freitas, motorista e pastor, e de uma industriária falecida em 2017. Nasceu e passou a infância no bairro Humaitá, junto com a irmã.
Residia num condomínio da Vila do IAPI, para onde tinha se mudado em 2018 junto com sua companheira, a cuidadora de idosos Milena Borges Alves. Depois de morarem por nove anos juntos e terem firmado união estável, os dois planejavam oficializar o casamento em cartório no começo de dezembro de 2020. Beto tinha quatro filhos de relacionamentos anteriores, com idades entre nove e vinte e dois anos, e uma enteada. Era torcedor do Esporte Clube São José e costumava acompanhar todos os jogos do clube da zona norte de Porto Alegre.
João Alberto fez cursos de mecânica de máquinas pesadas e mecânica de automóveis e trabalhou em oficinas automotivas. Também trabalhou numa empresa terceirizada dos Correios. Ele perdeu parte dos movimentos de uma das mãos por conta de um acidente de trabalho no Aeroporto Salgado Filho em 2002 e, desde então, fazia bicos em serviços temporários. Conforme um amigo, Freitas estava trabalhando com o pai como soldador numa empresa de solda de portão. Pai e filho planejavam comprar um veículo utilitário para transportar alimentos na Ceasa e aumentar a renda da família.

## O assassinato
Em 19 de novembro de 2020, um dia antes do Dia da Consciência Negra, João Alberto Silveira Freitas, um homem negro de quarenta anos, foi assassinado pelos seguranças Magno Braz Borges e Giovane Gaspar da Silva (à época, também integrante da Brigada Militar), numa loja do hipermercado Carrefour, localizada no bairro Partenon, zona leste da cidade de Porto Alegre, no Rio Grande do Sul. Ambos eram contratados da empresa Vector, sendo que Silva não tinha autorização para trabalhar como segurança.
Após um desentendimento na loja, dois seguranças e a fiscal Adriana Alves Dutra seguiram a vítima do caixa ao estacionamento. Já na saída do supermercado, João Alberto agrediu Giovane com um soco  e, a partir de então, foi agarrado e agredido com vários chutes e socos. Após quinze segundos sendo golpeado em pé, os seguranças o derrubaram no chão e continuaram a desferir-lhe socos e pontapés. Apesar da intervenção de várias testemunhas e da esposa da vítima, os dois seguranças continuaram a espancar João Alberto e, juntamente com a fiscal Adriana e outros funcionários do Carrefour, intimidaram as testemunhas e dificultaram as gravações do crime, além de impedirem o socorro à vítima. Conforme testemunhas, João Alberto pedia ajuda e suplicava que o deixassem respirar. Um entregador que estava no local e filmou o homicídio relatou que os assassinos tentaram apagar o vídeo e o ameaçaram. Além disso, os seguranças impediram que outras pessoas interviessem, embora estas gritassem que eles estavam matando o homem.
João Alberto acabou sendo morto por asfixia mecânica, decorrente da imobilização continuada, com apoio de peso sobre suas costas pelos seguranças, à semelhança do que ocorreu no caso do assassinato de George Floyd, morto pelo policial Derek Chauvin, em Minneapolis. Só então os seguranças cessaram o espancamento e pediram que alguém verificasse os sinais vitais da vítima. Uma testemunha checou sinais vitais de João Alberto e constatou que ele estava realmente morto. Em seguida, Adriana ligou para a Brigada Militar e só sete minutos depois pediu socorro ao SAMU,  informando falsamente que a vítima havia brigado com outros clientes e que estava "passando mal".
De acordo com a investigação da Polícia Civil, Adriana Dutra deu explicações falsas sobre o motivo da contenção da vítima, mentiu sobre ter sido agredida e comandou a ação de três funcionários para impedirem que outras pessoas ajudassem João Alberto. Paulo Francisco da Silva puxou pelo braço a esposa de João, impedindo-a de ajudar o marido e intimidou outras pessoas presentes para que não se aproximassem e não filmassem a cena. Rafael Rezende e Kleiton Silva Santos ajudaram na imobilização de João Alberto e o agrediram com chutes, sendo que o segundo também desferiu socos na vítima.
Os seguranças foram presos preventivamente, acusados de homicídio triplamente qualificado: por motivo fútil, por asfixia e por utilizarem meio que impede defesa da vítima. No dia 24 de novembro, foi presa de maneira preventiva Adriana Alves.
O corpo de João Alberto foi enterrado em 21 de novembro, no Cemitério Municipal São João, em Porto Alegre. O seu caixão estava envolvido com a bandeira do Esporte Clube São José, clube da Zona Norte de Porto Alegre do qual era torcedor. Houve aplausos e pedidos de justiça.

## Repercussões

### Protestos

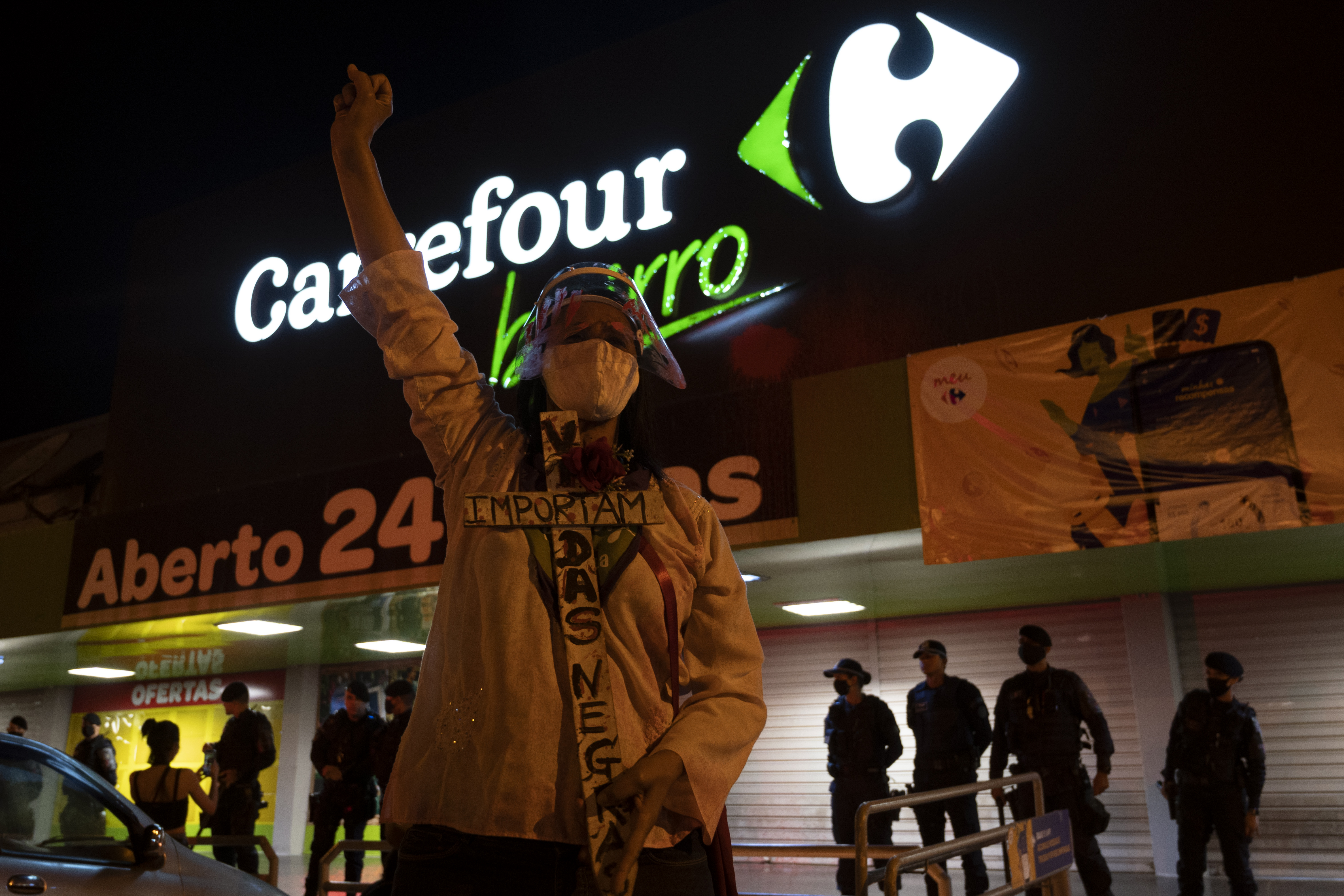
Vigília em homenagem ao sétimo dia do assassinato de João Alberto, em frente a uma filial do Carrefour, em Brasília.

O assassinato de João Alberto provocou uma onda de manifestações em frente a lojas do Carrefour pelo país afora no dia 20 de novembro, Dia da Consciência Negra. Em Porto Alegre, houve um protesto em frente à unidade da empresa Carrefour em que João Alberto foi assassinato, contando com aproximadamente 2,5 mil manifestantes. Alguns grupos adentraram a unidade, protestando por meio da depredação à loja. As principais palavras de ordem foram o "Vidas Negras Importam" e os pedidos de justiça por Beto, como era conhecido.
Os protestos repetiram-se em São Paulo, onde uma filial do Carrefour foi incendiada. Houve manifestações pelas ruas da capital paulista, com muitos cartazes exigindo justiça e pedindo boicote à rede de hipermercados que já esteve envolvida em vários casos anteriores de violência. No dia 21 de novembro, a inscrição "Vidas Pretas Importam" foi pintada na avenida Paulista. Também ocorreram protestos em outras cidades do estado, como em Jundiaí, Osasco, Santos, Santo André e São Vicente.
No Rio de Janeiro, uma das unidades da rede na Barra da Tijuca foi fechada à força pelos manifestantes, que ficaram em frente à loja com uma grande faixa com a frase "Parem de nos matar". Participaram do ato os músicos Tico Santa Cruz, Nego do Borel e Pretinho da Serrinha, além da atriz Patrícia Pillar. Protestos também ocorreram no município de Belford Roxo, também no estado do Rio de Janeiro.

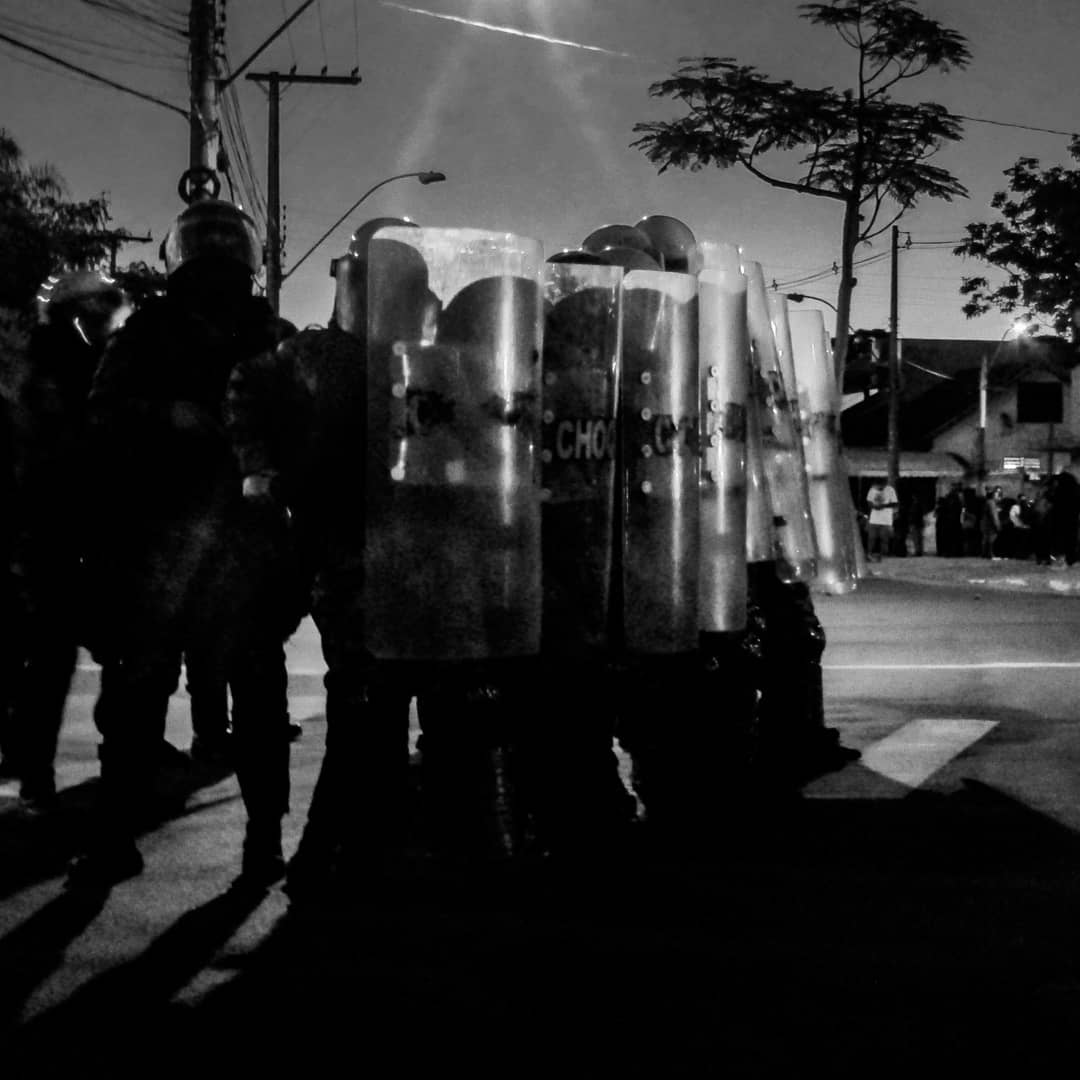
Força policial presente durante o protesto para evitar a invasão do supermercado Carrefour

Em Belo Horizonte, a população também foi às ruas com cartazes com dizeres como "Carrefour racista" e "parem de nos matar". O rapper Djonga participou do ato, compartilhando a atividade em suas redes sociais. Na cidade de Contagem, também em Minas Gerais, uma loja da rede Carrefour foi fechada durante os protestos no município.

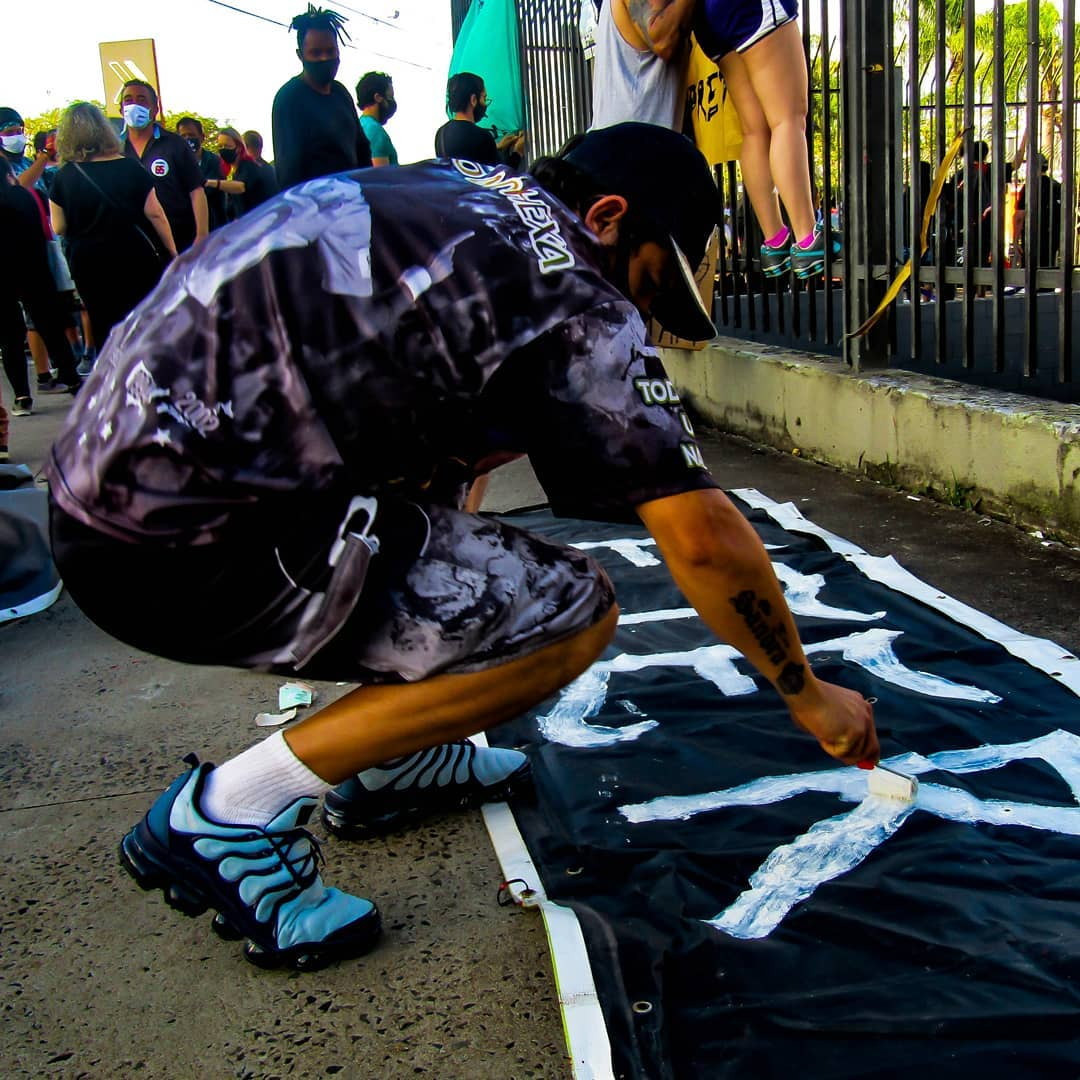
Jovem pintando cartaz no primeiro dia de protestos em Porto Alegre

Em Recife, os protestos ocorreram no estacionamento de uma unidade da empresa, pedindo o boicote e escrevendo mensagens de caráter antirracista na calçada e no asfalto. A Polícia Militar de Pernambuco utilizou-se de spray de pimenta para dispersar os manifestantes, e uma pessoa foi detida.
Em Salvador, ocorreram protestos no dia 22 de novembro, organizados por grupos de defesa aos direitos quilombolas e torcidas organizadas do Esporte Clube Bahia.
Em Manaus um grupo de quarenta pessoas manifestou-se em 21 de novembro, em frente ao Carrefour do bairro Adrianópolis, colocando cartazes na grade em frente ao supermercado, e reunindo-se na calçada. Os manifestantes relembraram casos de racismo no Amazonas, e atos de violência contra indígenas.
Sete dias depois do assassinato, as lojas do Carrefour no país abriram somente às 14h, com exceção da unidade onde João Alberto foi morto, que não operou.

### Declarações públicas
O governador do Rio Grande do Sul, Eduardo Leite, pronunciou-se publicamente para assegurar que a morte de Freitas seria apurada com rigor. Nelson Marchezan Júnior, prefeito de Porto Alegre, prestou solidariedade à família de Freitas pela rede social Twitter. Também se manifestaram os candidatos ao segundo turno das eleições municipais de Porto Alegre, Manuela d'Ávila e Sebastião Melo.

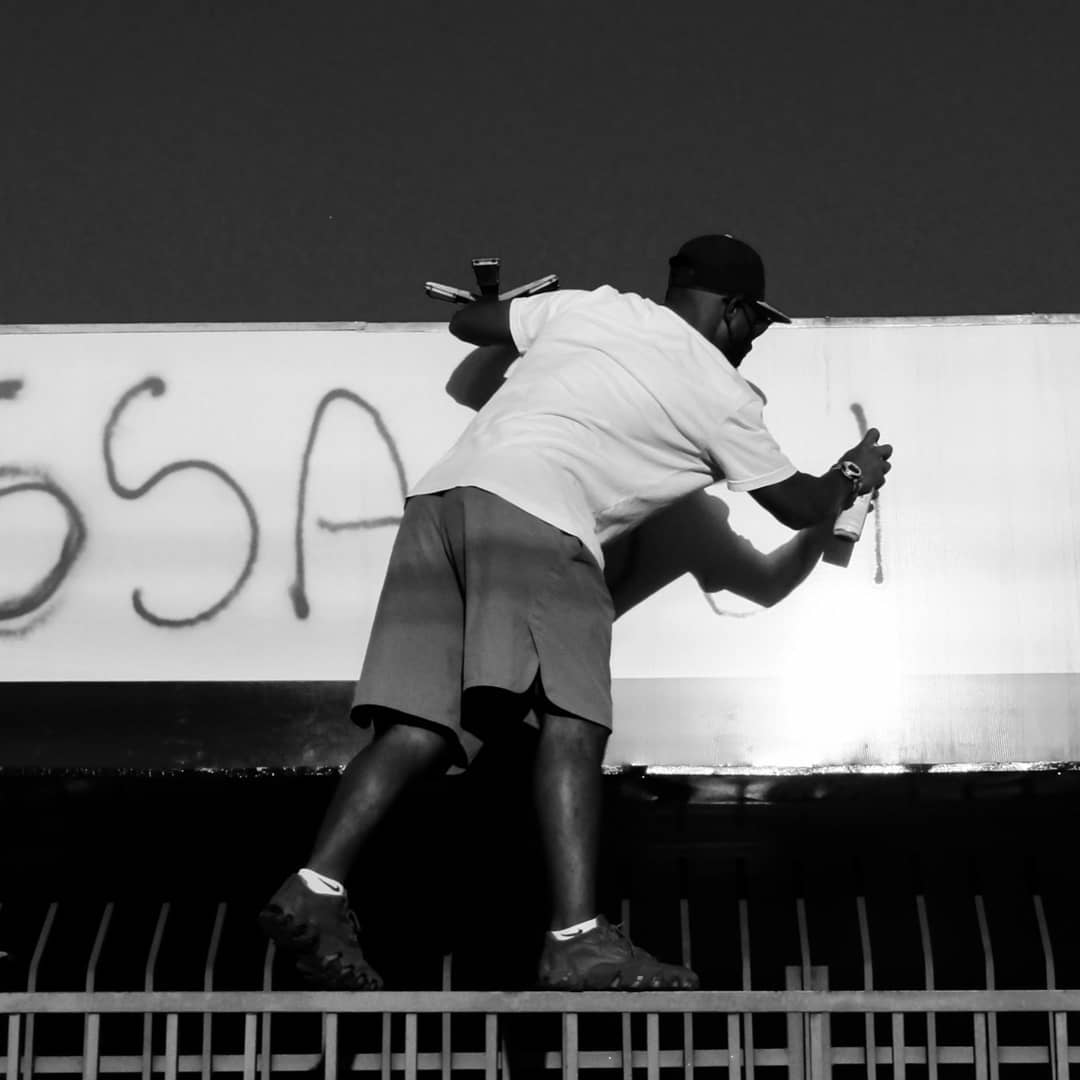
Homem pichando a entrada do hipermercado Carrefour em Porto Alegre

O presidente Jair Bolsonaro, por sua vez, não prestou condolências à família e, em reunião do G20, um dia após o assassinato, questionou a existência de racismo no Brasil, alegando que a miscigenação é a essência do povo brasileiro e "que há quem queira destruí-la, e colocar em seu lugar o conflito, o ressentimento, o ódio e a divisão entre raças, sempre mascarados de luta por igualdade ou justiça social". O vice-presidente Hamilton Mourão lamentou o despreparo dos agentes de segurança do supermercado, mas também defendeu a inexistência de racismo no Brasil.
O presidente do Supremo Tribunal Federal, Luiz Fux, pediu um minuto de silêncio em memória de João Alberto, durante cerimônia que anunciava parceria entre a Faculdade Zumbi dos Palmares e o Conselho Nacional de Justiça. Além de Fux, os ministros Alexandre de Moraes, Gilmar Mendes e Luís Roberto Barroso lamentaram a morte de João Alberto, afirmando que o caso demonstra a necessidade do combate ao racismo estrutural no Brasil.
O presidente da Câmara dos Deputados, Rodrigo Maia, e o presidente do Senado Federal, Davi Alcolumbre, também lamentaram a morte e enviaram condolências à família de Freitas, e destacaram a necessidade de combate ao racismo no nível institucional. No dia 24 de novembro, foi autorizada a criação de uma comissão externa da Câmara dos Deputados para acompanhar a investigação do assassinato de João Alberto. A comissão é coordenada pelo deputado Damião Feliciano, e composta ainda por outros cinco deputados: Benedita da Silva, Bira do Pindaré, Silvia Cristina, Áurea Carolina e Orlando Silva.
A Organização das Nações Unidas manifestou, em comunicado, que o assassinato de Freitas é "um ato que evidencia as diversas dimensões do racismo e as desigualdades encontradas na estrutura social brasileira". Uma porta-voz do Conselho de Direitos Humanos da organização pediu por uma investigação "rápida, completa, independente, imparcial e transparente" e que deva "ser examinado se o preconceito racial desempenhou um papel". Em nota, a Anistia Internacional classificou o crime como inadmissível. A imprensa internacional também repercutiu o caso, comparando-o ao assassinato de George Floyd, ocorrido meses antes nos Estados Unidos, e que provocou uma série de manifestações mundo afora.
Clubes de futebol de Porto Alegre, como o Grêmio, Internacional e São José, do qual ele era torcedor, manifestaram-se após o assassinato de João Alberto Silveira Freitas, pregando o combate permanente à discriminação racial. O piloto de Fórmula 1 Lewis Hamilton postou foto de protesto contra morte em Porto Alegre com a legenda "outra vida negra perdida".

## Investigação
Em 11 de dezembro de 2020, a delegada Roberta Bertoldo, da Polícia Civil, indiciou os seguranças Giovane Gaspar da Silva (à época, policial temporário da Brigada Militar), Magno Braz Borges e quatro funcionários do supermercado, Adriana Alves Dutra, Paulo Francisco da Silva, Kleiton Silva Santos e Rafael Rezende por homicídio triplamente qualificado (por motivo torpe, asfixia e recurso que impossibilitou a defesa da vítima). Embora o relatório da delegada citasse o racismo estrutural como determinante do homicídio, nenhum dos indiciados foi acusado do crime de racismo. Além disso, a investigação concluiu que João Alberto não cometera ato criminal na noite de seu assassinato no Carrefour, ao contrário do que haviam dito os indiciados.
Os seis indiciados pela polícia foram denunciados pelo Ministério Público Estadual (MP-RS), em 17 de dezembro, por homicídio triplamente qualificado com dolo eventual (motivo torpe, meio cruel e recurso que dificultou a defesa da vítima).
A denúncia foi aceita pela juíza Cristiane Busatto Zardo, da 2ª Vara do Júri de Porto Alegre, que considerou haver indícios suficientes de autoria na peça elaborada pelo MP-RS, e os seis acusados tornaram-se réus. A juíza responsável pelo caso determinou que o crime fosse reconstituído, em fevereiro de 2021. Em abril, ela autorizou que o Instituto Geral de Perícias (IGP) procedesse à reprodução simulada dos fatos. Contudo, o IGP, à época, não estava realizando procedimentos que exigissem presença de muitas pessoas, alegadamente por causa da pandemia de COVID-19.
Até fevereiro de 2021, Giovane da Silva e Magno Borges permaneciam presos preventivamente e Adriana Dutra cumpria prisão domiciliar. Os outros réus respondiam ao processo em liberdade. Silva foi expulso da Brigada Militar em dezembro de 2020.
Em junho de 2021 o Carrefour fechou um acordo de 120 milhões de reais, e está isento de qualquer ação judicial, conforme o Termo de Ajustamento de Conduta (TAC). O acordo foi criticado pela Coalizão Negra por Direitos, afirmando que "a reparação do trauma social causado com a persistência da brutalidade e da desumanização dos corpos negros não se dará a partir do aporte financeiro em troca de nossas vidas". A coalizão também criticou a ausência de outras organizações que representam o movimento negro durante as negociações.
Em novembro de 2022, a Justiça determinou que os seis réus pelo crime irão a júri. 